# 弗勒西內特鄉 (特列奧爾曼縣)
44°11′N 25°23′E / 44.183°N 25.383°E
弗勒西內特鄉（羅馬尼亞語：Comuna Frăsinet, Teleorman），是羅馬尼亞的鄉份，位於該國南部，由特列奧爾曼縣負責管轄，處於布加勒斯特以西60公里，每年平均降雨量985毫米，海拔高度84米，2007年人口2,898。